# Bornholmer Straße grænseovergang
Bornholmer Straße grænseovergang var en af grænseovergangene mellem Østberlin og Vestberlin mellem 1961 og 1990. Overgangen tog navn efter den gade, den lå på – Bornholmer Straße. Den faktiske grænse mellem Øst- og Vestberlin løb langs jernbanespor, som broen Bösebrücke spændte over.
Bornholmer Straße-grænsen spillede en historisk rolle, idet det var den første grænseovergang, der blev åbnet under Berlinmurens fald 9. november 1989. 

## Begivenhederne 9. november 1989
Klokken 20:00 havde Tysklands Socialistiske Enhedspartis talsmand Günter Schabowski på grund af en misforståelse udsendt en ukorrekt meddelelse om øjeblikkelig østtysk ophævning af grænsekontrol. Umiddelbart derefter begyndte tusindvis af østtyskere at samles ved Bornholmer Straße grænseovergang og forlangte at grænsevagterne øjeblikkeligt åbnede portene og lod dem passere ind i Vestberlin.
De overraskede og overvældede vagter foretog mange hektiske telefonopkald til deres overordnede, men ingen af de østtyske autoriteter ville tage ansvar for at beordre anvendelsen af dødelig magt. Resultatet blev, at de få soldater ingen mulighed havde for at tilbagevise den store folkemængde af østtyske borgere. Til slut gav vagterne efter for den  voksende folkemængde. 
Klokken 21:20 lod vagterne få mennesker passere ind i Vestberlin for at afhjælpe trykket fra menneskemængden, selv om paskontrollens leder, oberstløjtnant Harald Jaeger, lod stemple deres pas ugyldigt, hvorved de udrejste i praksis blev expatrierede uden deres vidende. Omkring klokken 23:30 var folkemængden blevet så stor, at han – stadig uden officielle ordrer – lod bommen hæve. Næste time krydsede omkring 20.000 Bösebrücke uden at blive kontrolleret. 
Nu havde en tilsvarende menneskemængde samlet sig ved de andre grænseovergange, der ligeledes opgav kontrollen.

## Galleri
- Studenter fra Vestberlin opmuntrer østberlinere mens de krydser broen, dagen efter Berlinmurens fald.
- Folkemængder ved grænseovergangen 18. november 1989.
- Østtyske vagter kontrollerer biler på den første dag, vestberlinske og -tyske borgere kunne passere visa-frit ind i Østtyskland. Datoen var 24. december 1989.
- Bilkøer med retning mod grænseovergangen i februar 1990.
- Østtysk passtempel fra Bornholmer Straße grænseovergang.